# Stefan Czapsky
Stefan Czapsky, né le 15 décembre 1950 à Oldenbourg (Allemagne), est un directeur de la photographie ukrainien.

## Biographie
Stefan Czapsky naît en Allemagne de parents ukrainiens qui immigrent aux États-Unis, à Cleveland, alors qu'il est encore enfant. Il fait des études cinématographiques à l'université Case Western Reserve puis à l'université Columbia et commence à travailler comme assistant caméraman en 1975. À partir de 1986, il est directeur de la photographie sur plusieurs films, effectuant notamment plusieurs collaborations avec Tim Burton sur Edward aux mains d'argent, Batman : Le Défi, et Ed Wood. Il est membre de l'American Society of Cinematographers depuis 2004.

## Filmographie
- 1986 : On the Edge (en) de Rob Nilsson
- 1988 : Embrasse-moi, vampire (Vampire's Kiss) de Robert Bierman
- 1989 : Dernière Sortie pour Brooklyn (Letzte Ausfahrt Brooklyn) d'Uli Edel
- 1989 : Fear, Anxiety & Depression de Todd Solondz
- 1990 : Flashback de Franco Amurri
- 1990 : Sons d'Alexandre Rockwell
- 1990 : Chucky, la poupée de sang (Child's Play 2) de John Lafia
- 1990 : Edward aux mains d'argent (Edward Scissorhands) de Tim Burton
- 1992 : Le Vent sombre (The Dark Wind) d'Errol Morris
- 1992 : Batman : Le Défi (Batman Returns) de Tim Burton
- 1992 : Le Baiser empoisonné (Prelude to a Kiss) de Norman René
- 1994 : Ed Wood de Tim Burton
- 1996 : Matilda de Danny DeVito
- 2003 : Le Gardien du manuscrit sacré (Bulletproof Monk) de Paul Hunter
- 2007 : Les Rois du patin (Blades of Glory) de Will Speck et Josh Gordon
- 2009 : Fighting de Dito Montiel
- 2012 : Safe de Boaz Yakin
- 2015 : Max de Boaz Yakin